# سراغة متعانقة الأوراق
السراغة المتعانقة الأوراق (باللاتينية: Crepis amplexifolia) نوع نباتي يتبع جنس السراغة من الفصيلة النجمية.

## الموئل والانتشار
موطنها المغرب العربي.

## مرادفات للاسم العلمي
- (باللاتينية: Barkhausia amplexifolia Godr.)